# Rugby em cadeira de rodas nos Jogos Parapan-Americanos de 2019
As competições de rugby em cadeira de rodas nos Jogos Parapan-Americanos de 2019 foram realizadas em Lima, entre 23 e 27 de agosto. As provas aconteceram no Polideportivo de Villa El Salvador.
A equipe dos Estados Unidos, vencedora da competição, conquistou uma vaga para os Jogos Paralímpicos de Tóquio 2020. 
O rugby em cadeira de rodas não é dividido por gênero, com equipes formadas por homens e mulheres. São quatro atletas em cada equipe. Os jogadores são divididos nas sete classes 0.5, 1.0, 1.5, 2.0, 2.5, 3.0 e 3.5. Para manter o nível das equipes, a soma das classes dos atletas em quadra não pode ultrapassar o total de 8. 
O evento contou com a participação de 72 jogadores de 6 países participantes.

## Medalhistas
Os jogadores medalhistas da edição foram:
|  | USA Estados Unidos |  | CAN Canadá |  | COL Colômbia |
|  | Charles Melton Joseph Jackson Adam Scaturro Charles Aoki Jeffrey Butler Ernest Chun Eric Newby Joshua Wheeler Lee Fredette Chad Cohn Joseph Delagrave Raymond Hennagir III |  | Travis Murao Michael Whitehead Cody Caldwell Trevor Hirschfield Patrice Dagenais Patrice Simard Benjamin Perkins Mélanie Labelle Branden Troutman Shayne Smith Zachary Madell Eric Rodrigues |  | Carlos Neme Moises Alonso Cristian Amaya Paola Martínez Jhon Orozco Esneider Cárdenas Disledy González Helio Hurtado Manuel Mongua Uriel Rodriguez Julian Vargas |

## Formato
As seis equipes se enfrentaram na fase de grupo, totalizando 5 jogos para cada time. Formou-se uma classificação de acordo com o desempenho de cada uma das equipes. As quatro equipes com melhores colocações disputaram as semifinais e as duas últimas colocadas uma partida para definição da 5ª colocação. As equipes perdedoras das semifinais disputaram a medalha de bronze e as vencedoras a medalha de ouro . 

## Fase de grupo
|  | Equipes classificadas às semifinais |
|  | Equipes que disputarão o 5º lugar   |

Todas as partidas seguem o fuso horário local (UTC-5)
| Pos | Equipes            | Pts | J | V | E | D | PF  | PC  | SG   |
| --- | ------------------ | --- | - | - | - | - | --- | --- | ---- |
| 1   | USA Estados Unidos | 15  | 5 | 5 | 0 | 0 | 270 | 143 | +127 |
| 2   | CAN Canadá         | 13  | 5 | 4 | 0 | 1 | 303 | 200 | +103 |
| 3   | BRA Brasil         | 11  | 5 | 3 | 0 | 2 | 267 | 188 | +79  |
| 4   | COL Colômbia       | 9   | 5 | 2 | 0 | 3 | 233 | 228 | +5   |
| 5   | ARG Argentina      | 7   | 5 | 1 | 0 | 4 | 145 | 271 | -126 |
| 6   | CHI Chile          | 5   | 5 | 0 | 0 | 5 | 136 | 324 | -188 |

| 23 ago | 08:00 | Canadá         | 60-24 | Argentina | Relatório    |
| 23 ago | 09:45 | Estados Unidos | 60-16 | Chile     | Relatório    |
| 23 ago | 11:30 | Brasil         | 48-41 | Colômbia  | Relatório    |
| 24 ago | 08:00 | Estados Unidos | 48-7  | Argentina | Relatório    |
| 24 ago | 10:00 | Canadá         | 58-43 | Brasil    | Relatório    |
| 24 ago | 12:00 | Colômbia       | 62-26 | Chile     | Relatório    |
| 24 ago | 15:00 | Estados Unidos | 55-35 | Brasil    | Relatório    |
| 24 ago | 17:00 | Canadá         | 64-45 | Colômbia  | [ Relatório] |
| 24 ago | 19:00 | Argentina      | 56-47 | Chile     | Relatório    |
| 25 ago | 08:00 | Estados Unidos | 53-34 | Colômbia  | Relatório    |
| 25 ago | 10:00 | Canadá         | 70-34 | Chile     | Relatório    |
| 25 ago | 12:00 | Brasil         | 65-21 | Argentina | Relatório    |
| 25 ago | 15:00 | Estados Unidos | 54-51 | Canadá    | Relatório    |
| 25 ago | 17:00 | Brasil         | 76-13 | Chile     | Relatório    |
| 25 ago | 19:00 | Colômbia       | 51-37 | Argentina | Relatório    |

## Decisão do 5º lugar
| 26 ago | 19:00 | Argentina | 52-38 | Chile | Relatório |

## Fase Final
|  | Semifinais           | Semifinais           |    |                      | Medalha de ouro      | Medalha de ouro |  |
|  |                      |                      |    |                      |                      |                 |  |
|  | 26 de agosto – 15:00 |                      |    |                      |                      |                 |  |
|  | CAN Canadá           | 56                   |    |                      |                      |                 |  |
|  | BRA Brasil           | 46                   |    |                      |                      |                 |  |
|  |                      |                      |    |                      |                      |                 |  |
|  |                      |                      |    |                      | 27 de agosto – 12:00 |                 |  |
|  |                      |                      |    |                      | CAN Canadá           | 47              |  |
|  |                      | USA Estados Unidos   | 58 |                      |                      |                 |  |
|  |                      |                      |    |                      |                      |                 |  |
|  |                      |                      |    |                      |                      |                 |  |
|  |                      |                      |    |                      | Medalha de bronze    |                 |  |
|  | 26 de agosto – 17:00 | 26 de agosto – 17:00 |    | 27 de agosto – 10:00 | 27 de agosto – 10:00 |                 |  |
|  | USA Estados Unidos   | 50                   |    | BRA Brasil           | 43                   |                 |  |
|  | COL Colômbia         | 26                   |    |                      | COL Colômbia         | 46              |  |

Semifinais
| 26 ago | 15:00 | Canadá         | 56-46 | Brasil   | Relatório |
| 26 ago | 17:00 | Estados Unidos | 50-26 | Colômbia | Relatório |

Medalha de Bronze
| 27 ago | 10:00 | Brasil | 43-46 | Colômbia | Relatório |

Medalha de Ouro
| 27 ago | 12:00 | Canadá | 47-58 | Estados Unidos | Relatório |

## Classificação Final
| Pos.              | Equipe             | Campanha | Campanha | Campanha |
| Pos.              | Equipe             | V        | E        | D        |
| ----------------- | ------------------ | -------- | -------- | -------- |
| Medalha de ouro   | USA Estados Unidos | 7        | 0        | 0        |
| Medalha de prata  | CAN Canadá         | 5        | 0        | 2        |
| Medalha de bronze | COL Colômbia       | 3        | 0        | 4        |
| 4                 | BRA Brasil         | 3        | 0        | 4        |
| 5                 | ARG Argentina      | 2        | 0        | 4        |
| 6                 | CHI Chile          | 0        | 0        | 6        |